# Pseudonapomyza salubris
Pseudonapomyza salubris är en tvåvingeart som beskrevs av Spencer 1977. Pseudonapomyza salubris ingår i släktet Pseudonapomyza och familjen minerarflugor. Inga underarter finns listade i Catalogue of Life.